# 통증 상징불능
통증 분리라고도 불리는 통증 상징불능은 통증을 불쾌감 없이 경험하는 상태이다. 이것은 일반적으로 뇌, 뇌엽 절제술, 대상속 절개 수술 또는 모르핀 진통제에 의한 부상에서 발생한다. 뇌도의 이미 존재했던 병변은 위치 및 강도 측면을 유지하면서 고통스러운 자극의 혐오 품질을 폐지할 수 있다. 일반적으로, 환자들은 통증이 있지만 그것에 의해 방해받지 않는 것을 보고 고통의 감각을 인식할 수 있지만, 대부분 또는 완전히 고통에 면역이다.

## 같이 보기
- 심리적 통증
- 고통 (감정)
- 선천성 무통각증